# Franco Cirino
Franco Cirino Pomicino (* 1926 in Neapel; † 13. Januar 1979 in Rom) war ein italienischer Filmregisseur.

## Leben
Cirino schloss zunächst in Rechtswissenschaften ab, arbeitete aber anschließend, von 1950 bis 1961 als Regieassistent von Carmine Gallone und gelegentlich bei anderen Regisseuren. Während seiner weiteren Karriere in dieser Funktion, die er bis 1977 ausübte, assistierte er u. a. Vittorio de Sica, Liliana Cavani und Tonino Valerii.
1956 drehte er als Ko-Regisseur mit Mario Volpe I colonniatori; 1970 erst folgte ein zweiter Film, den er diesmal mit Phil Karlson und amerikanischen Stars realisierte: Hornets' nest (dt. Titel: Das Wespennest). Zum Abschluss seiner Karriere war er bei einem Bud-Spencer-Film Produktionsleiter und trat in einer kleinen Rolle auf.
Cirino starb ähnlich früh wie sein schauspielernden Bruder Bruno (1936–1981).

## Filmografie (Auswahl)

### Regisseur
- 1956: I colonniatori
- 1970: Das Wespennest (Hornets' Nest)

### Schauspieler
- 1978: Plattfuß in Afrika (Piedone l’africano)